# Silene baranovii
Silene baranovii är en nejlikväxtart som beskrevs av P.N. Ovchinnikov och Z.K.Kurbanbekov. Silene baranovii ingår i släktet glimmar, och familjen nejlikväxter. Inga underarter finns listade i Catalogue of Life.